# Budapest elpusztult nevezetes XI. kerületi épületeinek listája
Az alábbi lista Budapest elpusztult nevezetes XI. kerületi épületeit sorolja fel. A források hiánya miatt az összeállítás nem tekinthető teljesnek.

## A lista
| Név | Építés ideje | Elpusztulás ideje | Elhelyezkedés                                                                          | Tervező                         | Megjegyzés | Kép |
| --- | ------------ | ----------------- | -------------------------------------------------------------------------------------- | ------------------------------- | --- | --- |
| Sáros fürdő | 16. sz. (?)  | 1917              | Szent Gellért tér                                                                      |                                 | Helyére épült a Gellért Szálló. |     |
| Török palánk favár | 1598         | 1813              | Gellért hegyen                                                                         |                                 | Utolsó maradványait a Csillagda építésekor bontották el. |     |
| Csillagda | 1813–1815    | 1849              | Gellért hegyen                                                                         |                                 | Helyére épült a Citadella. |     |
| Budai Közvágóhíd | 19. sz.      | 20. sz. eleje     | Lágymányos                                                                             |                                 | Megszűnt, elbontották. |     |
| Kőolajfinomítógyár | 19. sz.      | 20. sz. eleje     | Lágymányos                                                                             |                                 | Megszűnt, elbontották. |     |
| Erzsébet Sósfürdő | 1854         | 1954              | Tétényi út 12-16.                                                                      | Ybl Miklós                      | Elbontották. Helyére épült a mai Szent Imre Kórház. |     |
| Gellérthegyi Kioszk | 1895–1897    | 1941              | Gellért hegyen                                                                         | Kosztolányi-Kann Gyula          | Az egyik szobában szabálytalanul tárolt Szent István napi tűzijáték megtartásához szükséges pirotechnikai eszközök berobbantása miatt teljesen kiégett. A robbanás 5 éttermi konyhai kisegítő életét követelte. A romos épületet lebontották. Visszaépítésének gondolata 2020-ban felmerült. |     |
| Budafok kocsiszín | 1899         | 2016              | Fehérvári út 247.                                                                      |                                 | A leromlott állagú épületkomplexum teljes átépítése 2016 és 2018 között történt meg. Ennek során régi épületeit kettő kivételével elbontották. |     |
| Konstantinápoly Budapesten | 1896         | 1896 után         | az Összekötő vasúti híd budai hídfőjétől északra fekvő rész (ma Henryk Sławik rakpart) | Kellner Lipót és Gerster Kálmán | A létesítményt elbontották, helyére épült a Budapesti Műszaki és Gazdaságtudományi Egyetem. |     |
| Budalakk (Lakk és Festékgyárak, Albertfalva, Czákó Textilgyár, Lorrileux Chimie Rt. Tintagyár, Lakk és Festékipari Vállalat, Dunalakk) | 1920         | 1989 után         | Fehérvári út 211-213.                                                                  |                                 | Megszűnt, elbontották. |     |
| Villányi úti Nagyboldogasszony templom (Nagyboldogasszony kisegítő kápolna)                                                            | 1923–1924    | 1938              | Villányi út 3.                                                                         | Balázs Ernő                     | Ideiglenes kisebb épület volt, a Budai ciszterci Szent Imre-templom (1938) megépülése után elbontották. |     |
| Lóden Posztógyár (Magyar Gyapjúfonó és Szövőgyár)                                                                                      | 1926/1927    | 1990 után         | Kondorosi út 8.                                                                        |                                 | Megszűnt, elbontották. Területére épült a Kondorosi lakópark. |     |
| Régi Szent Gellért templom (Vasút utcai templom)                                                                                       | 1930         | 2014              | Vasút utca                                                                             |                                 | Állapota fokozatosan leromlott, ezért bontották el. |     |
| Közlekedési és Metró Építő Vállalat (KÉV-METRÓ)                                                                                        | 1949         | 1995 után         | Budafoki út, Dombóvári út és a Kopaszi-gát közt                                        |                                 | Megszűnt, elbontották. A területen épült meg a BudaPart lakópark. |     |
| Skála Budapest Nagyáruház | 1976         | 2007              | Október 23. utca                                                                       | Kovách István                   | Az áruházat 2007-ben lebontották, helyére az Allee bevásárlóközpont épült. |     |
| Református imaház | n. a.        | 1980-as évek      | a Bartók Béla út és a Kelenföldi út sarkán                                             |                                 | Helyére később a volt Generalimpex-irodaház parkolója épült fel. |     |
| Ildikó téri református imaház | n. a.        | 1980-as évek      | Ildikó tér                                                                             |                                 | Az Ildikó téri református templom épült a helyére. |     |